# Armée catholique et royale du Maine, d'Anjou et de la Haute-Bretagne
L'armée catholique et royale du Maine, d'Anjou et de la Haute-Bretagne était commandée par Marie Paul de Scépeaux de Bois-Guignot secondé par Louis de Bourmont, Louis d'Andigné et Godet de Chatillon. 
Durant la période révolutionnaire, cette armée a contrôlé un  temps la Mayenne, l'ouest de la Sarthe (Maine), le nord du Maine-et-Loire (Anjou) et l'est de la Loire-Atlantique (Haute-Bretagne). Elle fut dans un premier temps subordonnée à l'Armée catholique et royale de Bretagne mais s'en détacha à la suite de la déchéance du général en chef Joseph de Puisaye après l'expédition de Quiberon et se divisa en trois armées plus autonomes qu'unifiées et dont Scépeaux ne conservait plus qu'un commandement théorique. 
L'armée se sépara en deux lors de la chouannerie de 1799, Louis de Bourmont prit la direction des troupes mainiotes avec l'Armée catholique et royale du Maine et Godet de Châtillon les troupes bretonnes et des angevines de l'Armée catholique et royale du Bas-Anjou et de Haute-Bretagne.

## Divisions
- Armée catholique et royale du Maine, d'Anjou et de la Haute-Bretagne
Maréchal de camp : Marie Paul de Scépeaux de Bois-Guignot
Commandant en second : Pierre Louis Godet de Châtillon
Major-général : Louis de Bourmont
Adjudant-général : Louis d'Andigné
Inspecteur général : Prosper Turpin de Crissé
Commandant de la cavalerie : Pierre-Michel Gourlet, dit l'Écureuil[1]

- 1re division, de Varades.
 Colonel : Guillaume Plouzin, dit Le Lion
- 2e division, de Châteaubriant et Guémené-Penfao.
 Colonel : Jean Terrien, dit Cœur de Lion
- 3e division, d'Ancenis, 4 600 hommes.
 Colonel : Pierre-Michel Gourlet, dit l'Écureuil, puis
Colonel : René Palierne
- 4e division, de Segré.
 Colonel: de Sarrazin (†), puis
Colonel : Mathurin Ménard dit Sans-Peur
- 5e division, de Château-Gontier.
 Colonel : Joseph-Juste Coquereau (†), puis
Colonel : Marin-Pierre Gaullier, dit Grand-Pierre
- 6e division, de Nuillé-sur-Vicoin, 2 000 hommes.
 Colonel : Jean-Louis Treton, dit Jambe d'Argent, 
Capitaine : Pierre Mongazon dit Brise-Bleu pour la commune de L'Huisseie
- 7e division, de Vaiges.
 Colonel : Michel Jacquet, dit Taillefer, puis
Colonel : Claude-Augustin Tercier
- 8e division, de Craon.
 Colonel : Michel-Louis Lecomte
- 9e division, de Pontchâteau.
 Colonel : comte de Tarron
- 10e division, de Blain.
 Colonel : Louis Denys
- Division de La Chapelle-au-Riboul
Colonel : Guillaume Le Métayer dit Rochambeau

## Sources
1. ↑  Mémoires du général d'Andigné, Tome I, p. 281.